# Operazione London Bridge

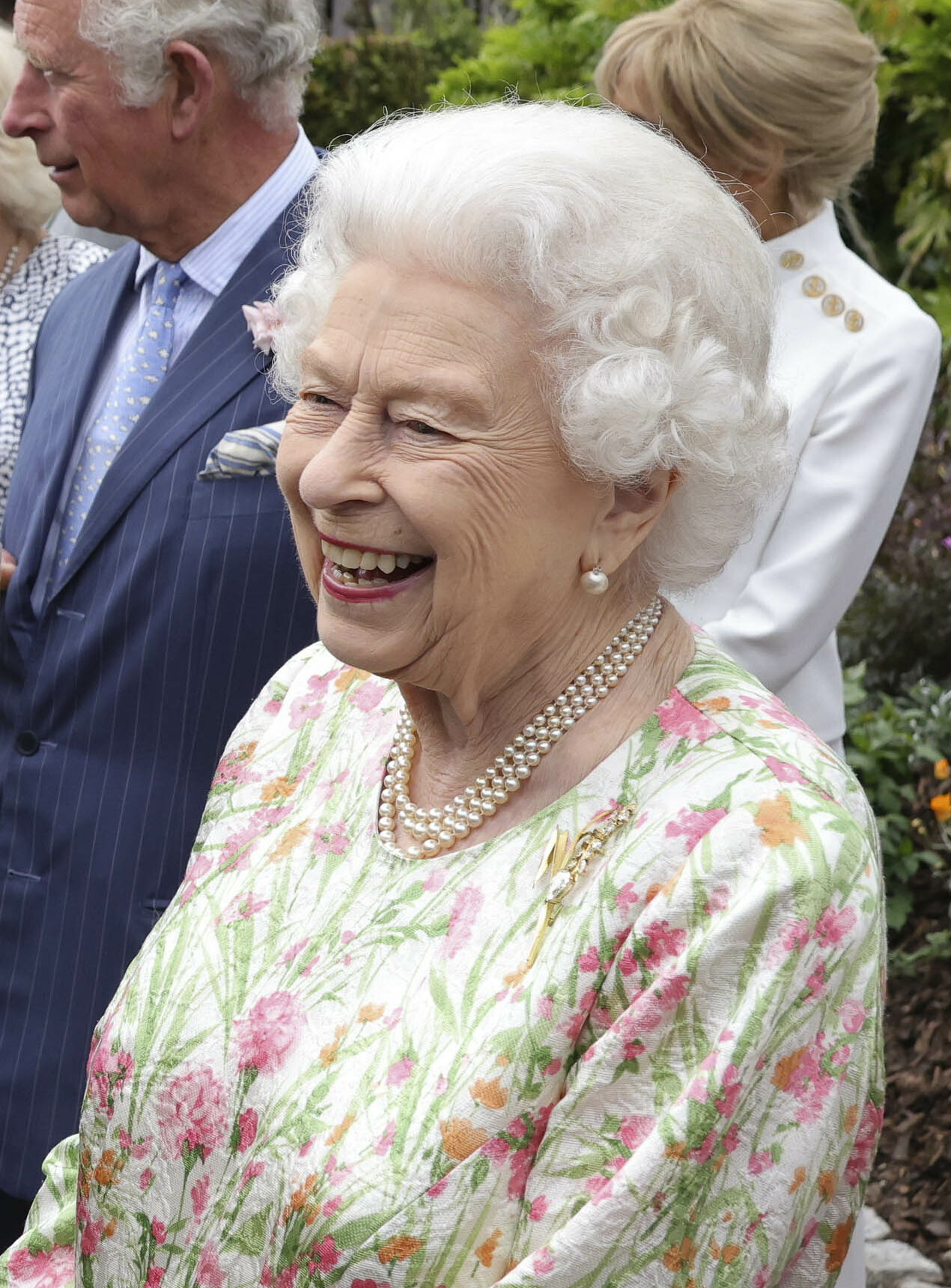
La regina Elisabetta II nel 2021

Operazione London Bridge è il nome in codice del piano che è stato eseguito in occasione della morte della regina Elisabetta II del Regno Unito, dal momento del decesso fino alla celebrazione delle esequie. 
Il piano, originariamente creato negli anni sessanta, è stato aggiornato e perfezionato diverse volte nel corso degli anni. Tra gli organi coinvolti figuravano vari dipartimenti governativi, la Chiesa d'Inghilterra, il Metropolitan Police Service, le British Armed Forces, i Parchi reali e i borghi di Londra, l'Autorità della Grande Londra e Transport for London. Alcune decisioni chiave riguardo al piano sono state prese anzitempo dalla Regina stessa, mentre alcune di esse sono state determinate dal suo successore dopo la sua morte. 
Il piano prende il nome dalla frase "London Bridge is down" ("Il Ponte di Londra è crollato"), usata per annunciare la morte della Regina, avvenuta giovedì 8 settembre 2022, al Primo ministro del Regno Unito e a un ristretto numero di funzionari e ha dato inizio all'esecuzione del piano.

## Precedenti funerali reali
Fino al XIX secolo i funerali dei reali britannici erano scarsamente organizzati; al funerale della principessa Carlotta di Galles nel 1817 gli operatori delle pompe funebri erano addirittura ubriachi. 
Nel 1830 il giornale The Times descrisse il funerale di re Giorgio IV del Regno Unito come "mal gestito". 
La situazione cambiò durante il regno della regina Vittoria del Regno Unito, quando ella stessa cominciò, nel 1875, a programmare il suo funerale, che sarebbe stato messo in scena ben 26 anni dopo. 
Quando il re Giorgio VI del Regno Unito morì nel 1952, per la prima volta gli ufficiali chiave del governo vennero informati della notizia con una frase in codice, "Hyde Park Corner". Questa scelta fu presa per impedire ai funzionari di Buckingham Palace di apprendere troppo presto la notizia. 
Il piano per il funerale della regina madre Elizabeth Bowes-Lyon, che prese il nome in codice di "Operazione Tay Bridge", fu preparato per 22 anni; nel 1997 fu usato come base per la preparazione del funerale di Diana, principessa del Galles, prematuramente deceduta in un incidente stradale, per poi essere eseguito nel 2002.
Il 9 aprile 2021, a seguito della morte del principe Filippo, Duca di Edimburgo, venne messo in atto il piano "Operazione Forth Bridge". Esso consistette nell'interruzione di tutte le trasmissioni televisive ed il re-indirizzamento a BBC News, con l'annuncio del decesso da parte della conduttrice o del conduttore del telegiornale, vestita/o in abiti scuri e con cravatta nera nel caso fosse di sesso maschile, e nella riproduzione dell'inno nazionale del Regno Unito di Gran Bretagna con l'accompagnamento visivo di una o più foto del Duca. Il 17 aprile sono avvenuti i funerali e la deposizione della salma.

## I dettagli dell'operazione

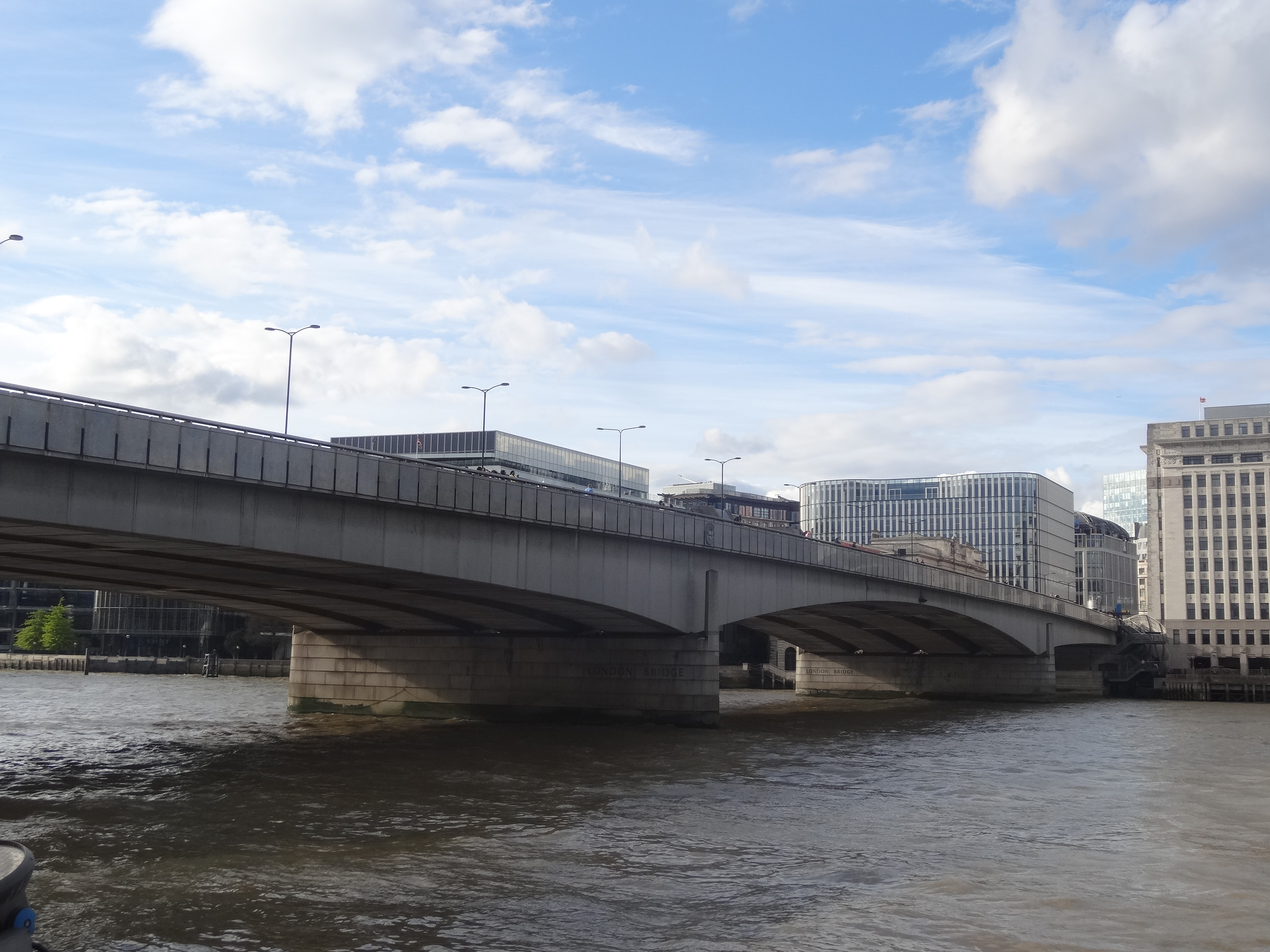
Il London Bridge (nella foto nel 2017), omonimo del piano

Nelle ore successive alla morte della regina, sono state svolte una serie di chiamate telefoniche consecutive per informare, nell’ordine, il primo ministro, il segretario di gabinetto (il più alto funzionario della Gran Bretagna) e alcuni dei ministri e funzionari più anziani. Il primo ministro Liz Truss è stata la prima persona ad essere informata del decesso della sovrana: il segretario privato della regina si è messo in contatto con lei tramite una linea telefonica sicura ed ha pronunciato la frase "London Bridge is down". Il premier ha provveduto poi ad annunciare il luttuoso evento all'ufficio del consiglio privato, che coordina il lavoro del governo per conto del monarca. Successivamente, l'ufficio del ministero degli Esteri ha cominciato a comunicare la notizia ai governi dei 51 Stati membri del Commonwealth delle Nazioni, del quale la regina è ufficialmente il capo (in un primo momento solo 15 Paesi hanno ricevuto la notizia, poi si è proceduto ad avvisare gli altri 36 Stati). Internamente il giorno è stato denominato "D-Day", mentre i giorni successivi al decesso sono denominati "D+1", "D+2" e così via. 
Dopo le comunicazioni ufficiali, è stata rilasciata una nota alla Press Association e i media di tutto il mondo hanno potuto comunicare la notizia della morte della regina. Ogni canale principale della BBC ha cessato immediatamente le sue trasmissioni regolari ed è stato sintonizzato sul canale BBC News per seguire in diretta la situazione. I conduttori televisivi erano vestiti a lutto, con un abito nero pronto per l'occasione. Nelle radio commerciali, gli speaker sono stati avvisati della morte di Elisabetta con una luce blu che ha lampeggiato a intermittenza. A quel punto è stata data la linea ai radiogiornali e sulle stazioni è stata trasmessa solo "musica inoffensiva". La testata giornalistica The Guardian ha affermato che il giornale The Times aveva già pronte una serie di 11 pagine di copertina precedentemente preparate per l'occasione, e che ITN e Sky News avevano a lungo preparato le operazioni per la morte della sovrana sostituendo nelle prove il suo vero nome con lo pseudonimo di "Signora Robinson".
Subito dopo l'annuncio, un valletto vestito a lutto ha affisso un avviso, anch'esso listato a lutto, con la notizia ufficiale della morte della Regina, in un'apposita bacheca fissata sia alla cancellata di Buckingham Palace sia a Balmoral, e allo stesso tempo anche il sito ufficiale del Palazzo Reale ha mostrato il medesimo comunicato. Contemporaneamente la bandiera di Buckingham Palace è stata calata a mezz'asta.
Lo stesso è accaduto per tutte le pagine dei social media dei dipartimenti del governo, che hanno anche cambiato le loro immagini del profilo con il loro stemma dipartimentale. Il Parlamento è stato richiamato immediatamente e si è riunito un'ora dopo per ascoltare il messaggio rivolto dal primo ministro alla Camera dei Comuni.
Il Consiglio di Successione si è riunito il giorno successivo alla morte della sovrana per proclamare a tutti gli effetti la nomina del nuovo monarca, Carlo III, figlio primogenito della sovrana: la proclamazione è stata letta al St. James' Palace e al Royal Exchange nella City di Londra da un araldo incaricato, quindi sono stati sparati 96 colpi di cannone a salve, tanti quanti gli anni della defunta Regina, dalla Torre di Londra. Altrettante salve di cannone sono state sparate presso il castello di Edimburgo e quello di Cardiff. 
Il Parlamento stesso si è riunito nuovamente in serata per assistere al giuramento del nuovo re e per giurargli a sua volta fedeltà; successivamente Carlo III ha compiuto una visita per tutto il Regno Unito per mostrarsi ai suoi sudditi e partecipare a varie commemorazioni funebri in memoria della defunta regina. 
Il protocollo prevedeva anche diversi piani di movimento per il feretro della Regina, a seconda del luogo in cui ella fosse spirata. Se la sovrana fosse deceduta presso Sandringham House o presso il Castello di Windsor, la bara sarebbe stata trasportata tramite autofunebre a Buckingham Palace entro un paio di giorni. Se invece il decesso fosse avvenuto all'estero, essa sarebbe stata riportata in patria dal 32º Squadrone della RAF e sarebbe atterrata presso l'aeroporto militare di Northolt, nei pressi di Londra, per essere poi trasportata tramite autofunebre a Buckingham Palace. 
Dato che la Regina è morta presso il Castello di Balmoral in Scozia, la bara in legno di quercia di Sandringham e piombo è stata avvolta nello stendardo reale e trasportata con un'apposita autofunebre fino a Edimburgo, attraversando le città di Aberdeen, Dundee e Perth, dove il corteo ha rallentato l'andatura per consentire di essere omaggiato dalla folla in attesa. 
Questa prima parte di corteo funebre ha avuto come tappa finale il palazzo di Holyrood House, residenza ufficiale del sovrano del Regno Unito in Scozia, dove il feretro è stato deposto nella Sala del Trono. Il giorno seguente il corteo funebre ha ripercorso il Royal Mile e la salma è stata esposta nella Cattedrale di Edimburgo per una prima funzione religiosa e per la consueta Veglia dei Principi; dopodiché è stato possibile consentire un primo accesso al pubblico, che ne ha reso omaggio. 
La medesima soluzione era stata prevista nel caso la Regina fosse deceduta nella stessa Holyrood House.
Successivamente, la salma è stata traslata a Londra in aereo con un volo militare della RAF, che è atterrato all'aeroporto militare di Northolt, da dove è poi stata trasportata alla volta di Buckingham Palace. 
Il pomeriggio seguente, il feretro è stato trasferito da Buckingham Palace a Westminster Hall con un solenne corteo funebre a piedi, dove i membri della famiglia Reale sono stati scortati da guardie reali, truppe dell'esercito, una banda musicale militare e colpi di cannone a salve. All'arrivo alla Westminster Hall il feretro è stato nuovamente esposto al pubblico per quattro giorni. Oltre al saluto della gente comune, si sono alternati gli omaggi di politici, personaggi dello spettacolo e dei membri della famiglia reale, tra figli, nipoti e pronipoti della regina. In questi quattro giorni si è formata una coda di svariati chilometri, con attese fino a decine di ore. Molte attività commerciali della capitale hanno osservato un giorno di chiusura per consentire anche ai propri dipendenti di partecipare al corteo per rendere omaggio alla defunta regina; sempre in segno di lutto, sono stati sospesi eventi sportivi, concerti, spettacoli teatrali e pure le consuete esibizioni musicali per le vie del centro e presso le stazioni della metropolitana. 
La celebrazione del funerale di Stato, che era previsto avesse luogo almeno dieci giorni dopo il decesso della regina, è stata svolta il 19 settembre. 
Come previsto dal protocollo Reale, la cerimonia è stata officiata dall'arcivescovo di Canterbury presso l'Abbazia di Westminster, le cui campane hanno suonato a lutto annunciando l'inizio della funzione, nonché quando la salma è giunta nell'abbazia, dopo il corteo funebre che ha trasportato la salma adagiandolo su un affusto di cannone trainato a mano, osservando il più completo silenzio. 
Durante la funzione il Primo Ministro Liz Truss ha letto un salmo e a seguito della solenne funzione, a cui hanno partecipato anche i maggiori capi di Stato e personaggi politici del mondo, la salma ha effettuato un lungo percorso accompagnata da un corteo che era costituito dai vari corpi d'armata, dalla banda musicale che ha eseguito la marcia funebre, dai membri della famiglia reale e dalle maggiori personalità delle istituzioni britanniche e dell'intero Commonwealth. Il percorso è partito dall'Abbazia di Westminster fino a Whitehall, percorrendo il Mall fino a Buckingham Palace e poi proseguendo fino all'Arco di Wellington. 

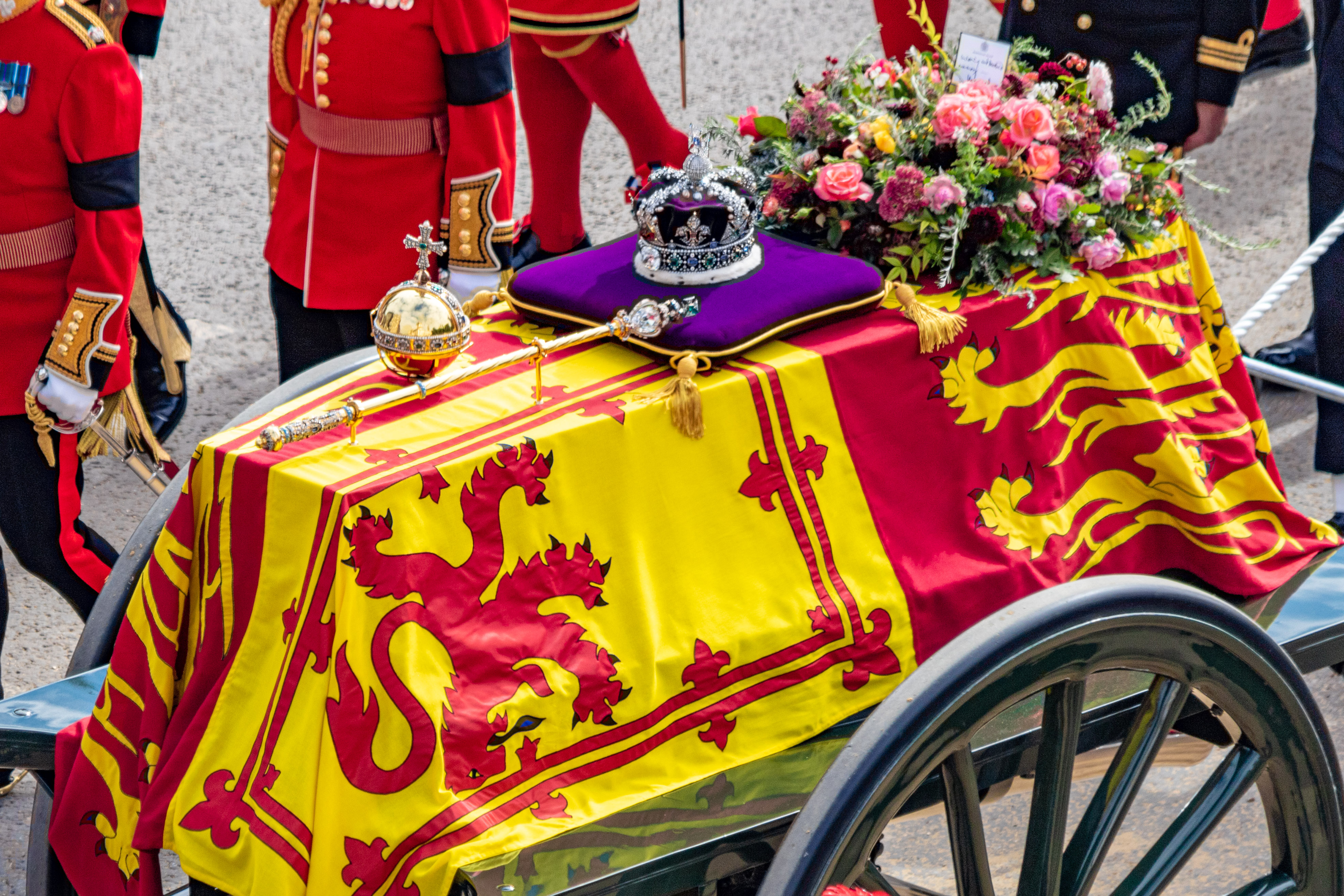
Il feretro della regina durante il funerale

Da qui il feretro, che era nuovamente stato adagiato sull'affusto di cannone, è stato caricato su un'autofunebre che ha completato il resto del tragitto fino al Castello di Windsor. Lungo il percorso cittadino molta folla ha assistito al passaggio del corteo, così come a Windsor, dove il feretro è stato accolto da lunghe ali di folla assiepate lungo i viali che conducono al castello. La salma è stata infine accolta nella Cappella di San Giorgio dal Rev. David John Conner, cappellano di Windsor, e da canti del coro. Al termine di quest'ultima cerimonia, il cappellano e il Ciambellano di corte hanno provveduto alla rituale rimozione della corona imperiale, dello scettro e del globo dal feretro, dopodiché la cassa, avvolta nello stendardo reale, è stata tumulata al di sotto della navata centrale, esattamente dov'era posizionato il catafalco.. Il feretro, insieme a quello del principe consorte Filippo di Edimburgo, è stato poi trasferito nella cappella memoriale di Giorgio VI all’interno del castello, dove i due riposano insieme ai genitori di Elisabetta, re Giorgio VI e la regina Elizabeth, ed alla sorella della regina, la principessa Margaret.

## I nomi in codice
Alla morte di Giorgio VI nel 1952 la notizia fu comunicata ai più alti funzionari di governo con la parola in codice "Hyde Park Corner".
Generalmente le operazioni per i funerali dei membri della famiglia reale britannica portano i nomi di importanti ponti situati nel Regno Unito. Altri nomi conosciuti sono:
- Operazione Tay Bridge, organizzata per il funerale della regina madre Elizabeth Bowes-Lyon, deceduta il 30 marzo 2002.
- Operazione Forth Bridge, organizzata per il funerale del principe Filippo, duca di Edimburgo, deceduto il 9 aprile 2021.
- Operazione Menai Bridge, organizzata per il funerale di Carlo III del Regno Unito, attuale re.
- Operazione Big Ben, organizzata per il funerale di William, principe di Galles, attuale erede al trono

I piani per i funerali di Winston Churchill furono denominati Operazione Hope Not.

## Personalità presenti
Circa 500 personalità tra Reali, capi di Stato, primi ministri, ambasciatori presero parte ai funerali. Vi erano il premier britannico in carica Liz Truss e gli ex premier Tony Blair, Teresa May, Boris Johnson, David Cameron, Gordon Brown e John Major.
I Reali europei erano presenti con i rispettivi consorti: Margherita II di Danimarca, Guglielmo Alessandro dei Paesi Bassi, Carlo XVI Gustavo di Svezia, Harald V di Norvegia, Filippo del Belgio, Enrico di Lussemburgo, Alberto II di Monaco, Filippo VI di Spagna e l'ex re Juan Carlos I di Spagna. Da fuori d'Europa vi erano l'imperatore del Giappone Naruhito con la consorte, l'imperatrice Masako, re Abd Allah II di Giordania con la consorte regina Rania, il re del Bhutan Jigme Khesar Namgyel Wangchuck ed il re Letsie III del Lesotho. Tra i numerosi leaders africani erano presenti la presidente della Tanzania Samia Suluhu, il presidente del Kenya William Ruto e il presidente sudafricano Cyril Ramaphosa. 
I grandi paesi del Commonwealth erano rappresentati dal premier canadese Justin Trudeau, dal premier australiano Anthony Albanese e dal premier neozelandese Jacinda Ardern.
Molti Capi di Stato hanno presenziato alle esequie di Elisabetta, tra cui il presidente statunitense Joe Biden, il presidente israeliano Isaac Herzog, il presidente brasiliano Jair Bolsonaro, il vicepresidente cinese Wang Qishan, il presidente sudcoreano Yoon Suk-yeol, il presidente dello Sri Lanka Ranil Wickremesinghe e il presidente dell'India Droupadi Murmu.
Numerosi i Capi di Stato europei presenti, quali il presidente della Repubblica Italiana Sergio Mattarella, il presidente francese Emmanuel Macron, il presidente austriaco Alexander Van der Bellen, il presidente tedesco Frank-Walter Steinmeier, il presidente portoghese Marcelo Rebelo de Sousa, il presidente polacco Andrzej Duda, il presidente lettone Egils Levits, il presidente finlandese Sauli Niinistö, il presidente ungherese Katalin Novák, il presidente ceco Miloš Zeman, il presidente croato Zoran Milanović, il presidente sloveno Borut Pahor, il presidente irlandese Michael D. Higgins, la presidente della Grecia Katerina Sakellaropoulou, il presidente maltese George William Vella.
L'Unione europea era rappresentata dalla Presidente della Commissione europea Ursula von der Leyen e dal Presidente del Consiglio europeo Charles Michel.